# Arnaud Beltrame

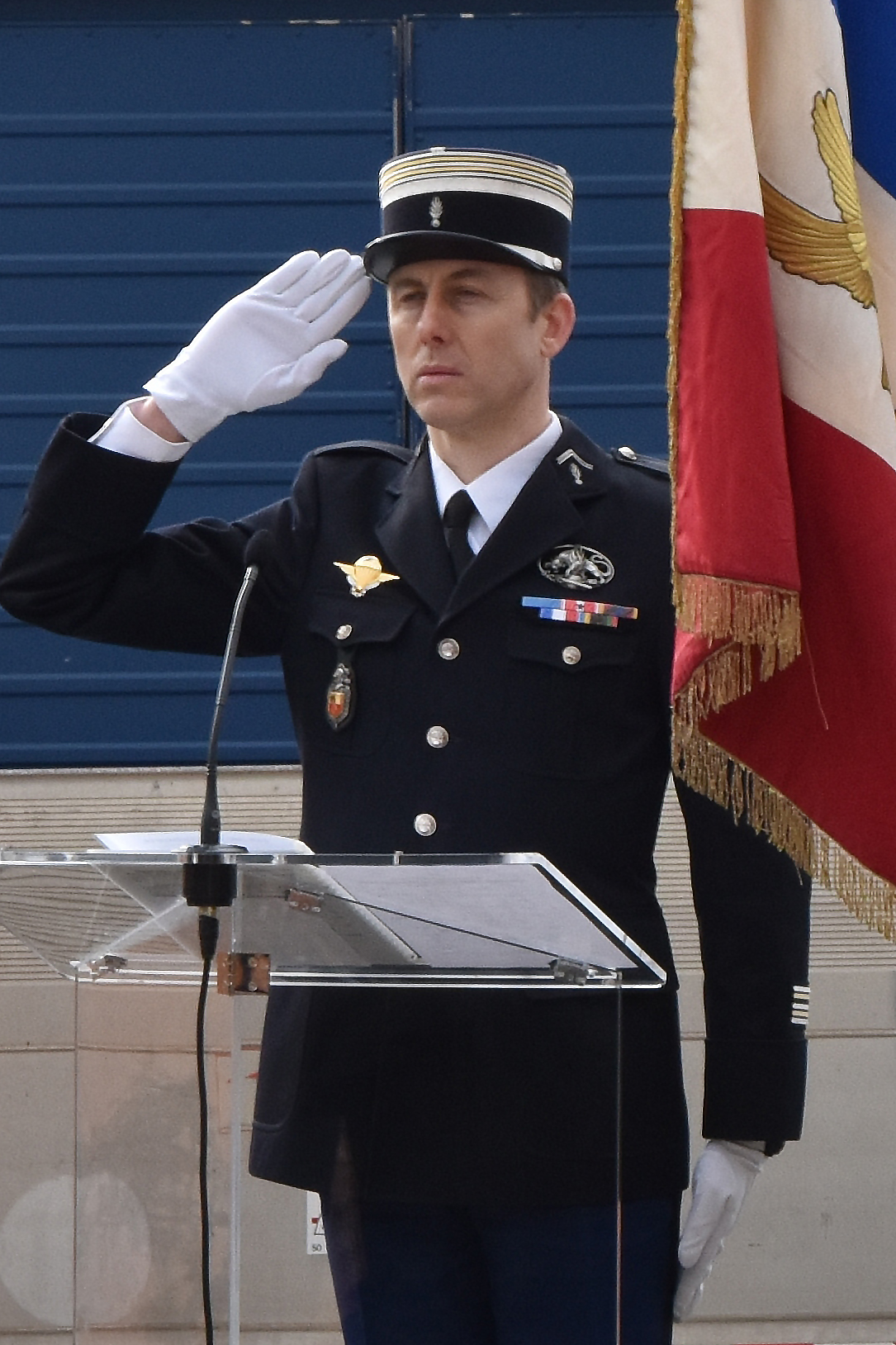
Arnaud Beltrame (2018)

Arnaud Jean-Georges Beltrame (* 18. April 1973 in Étampes; † 24. März 2018 in Carcassonne) war ein Offizier in der französischen Gendarmerie nationale und stellvertretender Kommandant (Officier adjoint de commandement – OAC) der Gendarmeriegruppe im Département Aude. Er erlangte internationale Bekanntheit, nachdem er sich bei einer islamistisch motivierten Geiselnahme in Trèbes freiwillig gegen eine Geisel hatte austauschen lassen und kurz darauf vom Attentäter getötet wurde.

## Laufbahn in Militär und Gendarmerie
Seine militärische Laufbahn begann Beltrame mit der Vorbereitungsklasse an der Militärakademie Lycée militaire de Saint-Cyr. Er verließ 1999 die Akademie als Jahresbester. Bereits dort wurde von seinen Ausbildern Arnaud Beltrames Kampfgeist hervorgehoben. Seine Ausbilder beschrieben ihn als jemanden, der niemals aufgebe. Nach Abschluss seiner Ausbildung wurde er von 2002 bis 2006 in eine Escadron (Teileinheit) der gepanzerten mobilen Gendarmerie-Gruppe von Versailles-Satory versetzt. Dort befehligte er einen Zug von VBRG (Véhicule blindé à roues de la Gendarmerie – Radpanzer).
Im Jahr 2003 wurde Beltrame in die GSIGN (Groupement de sécurité et d’intervention de la Gendarmerie nationale) aufgenommen, eine Spezialeinheit der Gendarmerie mit dem Einsatzschwerpunkt Terrorismusbekämpfung. Zwei Jahre später wurde er zum Einsatz in den Irak kommandiert. Für seine Verdienste im Auslandseinsatz wurde er 2005 mit dem Croix de la Valeur militaire ausgezeichnet und im Brigadebefehl lobend erwähnt. Am 1. August 2005 wurde er zum Capitaine befördert, nachdem er in diesem Jahr im Irak im Laufe einer Operation einen französischen Staatsangehörigen retten konnte. Von 2010 bis 2014 leitete er die Gendarmerie von Avranches.
Im Jahr 2015 besuchte er die Europäische Schule für Competitive Intelligence in Versailles (L’École européenne d’intelligence économique (EEIE)), an der er 2016 den Abschluss als Wirtschaftsinformatiker ablegte. Am 27. November 2015 wurde er zum Lieutenant-colonel befördert. Am 28. März 2018 wurde er posthum zum Colonel befördert.
Arnaud Beltrame hatte laut der Tageszeitung La Dépêche du Midi am 14. Dezember 2017 zusammen mit der Präfektur und der lokalen Feuerwehr in Carcassonne eine Anti-Terrorübung organisiert: Dabei wurde ein Angriff auf einen Supermarkt simuliert.

## Tod
Beim Anschlag von Carcassonne und Trèbes schoss der 26-jährige Täter Radouane Lakdim am Morgen des 23. März 2018 in Carcassonne auf die Insassen eines Autos. Er tötete den Beifahrer mittels Kopfschuss und verletzte den Fahrer. Kurze Zeit später schoss er auf eine Gruppe von Polizisten der Compagnies Républicaines de Sécurité und verletzte einen von ihnen. Anschließend fuhr er in das nahe gelegene Trèbes, überfiel einen Supermarkt der Kette Super U, verschanzte sich und nahm Geiseln. Im Supermarkt erschoss er den Fleischverkäufer und eine weitere Person. Den meisten Kunden und Angestellten des Geschäfts gelang die Flucht.
Arnaud Beltrame bot sich als Austausch für die letzte verbliebene Geisel an. Er ließ sein Telefon mit einer bestehenden Verbindung auf einem Tisch im Supermarkt liegen. So konnten die Kräfte außerhalb des Supermarktes hören, was sich im Inneren des Gebäudes abspielte. Beltrame blieb alleine mit dem Terroristen zurück. Gegen Mittag schoss Lakdim auf seine Geisel. Daraufhin stürmten GIGN-Spezialkräfte der Gendarmerie nationale den Supermarkt. Bei der folgenden Schießerei wurde der Geiselnehmer erschossen.
Beltrame wurde nach der Befreiung des Supermarktes mit lebensgefährlichen Stich- und Schussverletzungen in ein Krankenhaus überführt. Den Ärzten war zu diesem Zeitpunkt klar, dass Beltrame nicht überleben würde. Auf Wunsch von Beltrame und seiner Ehefrau, Marielle Vandenbunder, wurde Pater Jean-Baptiste, der das Paar im Juni kirchlich vermählen sollte, geholt. Der Geistliche spendete dem Sterbenden die Krankensalbung.
Nach Autopsiebericht verstarb Beltrame am 24. März an den Folgen der Schnittverletzungen im Bereich der Kehle.

## Würdigungen

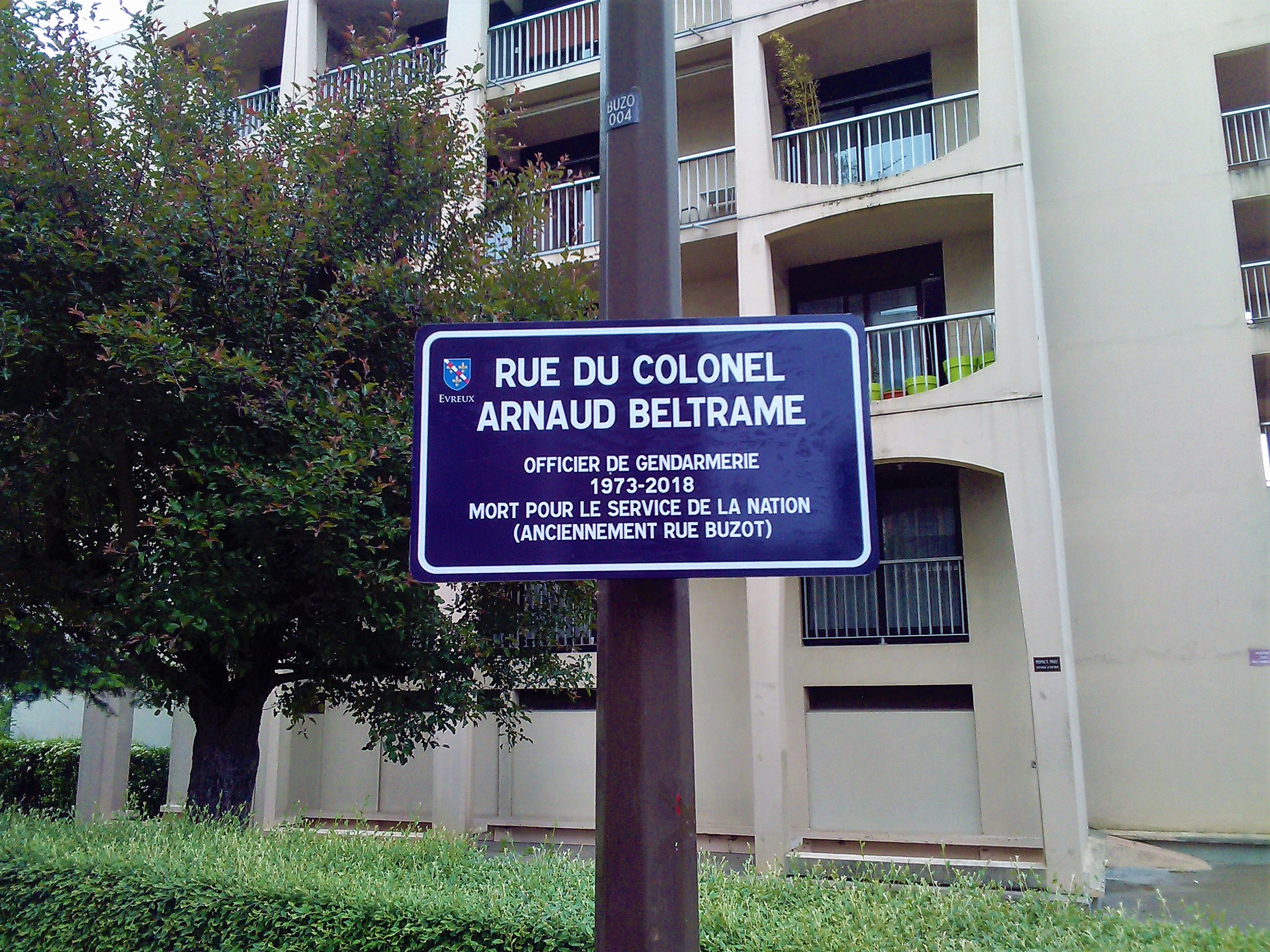
Die Rue du Colonel Arnaud Beltrame in Evreux

Staatspräsident Emmanuel Macron kündigte am 24. März 2018 an, dass Lieutenant-Colonel Beltrame eine nationale Ehrung erhalten soll. Innenminister Gerard Collomb sprach von Beltrames Tapferkeit und Heldentum. Die französischen Flaggen und Banner der Gendarmerie und der Nationalversammlung wurden auf halbmast gesetzt.
In einem Tweet vom 25. März 2018 schrieb der Präsident der Vereinigten Staaten, Donald Trump: „Frankreich ehrt einen großen Helden.“
Am 26. März 2018 sagte Papst Franziskus, er „ehre besonders die großzügige und heroische Geste von Oberstleutnant Arnaud Beltrame, der sein Leben gegeben hat, um die Menschen zu schützen.“
Am 28. März 2018 wurde Beltrame mit einem Staatsakt und militärischen Ehren im Hof des Hôtel des Invalides geehrt, nachdem sein Sarg zuvor im Panthéon aufgebahrt worden war. Bei der staatlichen Zeremonie waren Präsident Macron, Angehörige der Streitkräfte, Politiker und Ehrengäste anwesend. Nach seiner Rede beförderte Macron Beltrame posthum zum Colonel der Gendarmerie und zeichnete ihn mit dem Komturkreuz der Ehrenlegion aus.
In einer Lobrede am Sarg sagte Präsident Macron:

„Sterben zu wollen, damit unschuldige Menschen weiterleben, das ist das Herz eines Soldatenversprechens.“

Seine Mutter sagte kurz nach dem Tod ihres Sohnes im Radiosender RTL:

„Ich kenne Arnaud nur als so loyal, mutig, uneigennützig. Seit er ganz klein war, war er für andere da. Er hat oft gesagt: mein Vaterland, das kommt noch vor der Familie.“

Ihr Sohn hätte nicht gewollt, dass man tatenlos bleibt. Wenn sie nun spreche, so seine Mutter, dann nur, „[…] damit seine Tat dazu führt, dass wir etwas menschlicher, etwas toleranter werden. Für eine bessere Welt […].“

## Privatleben
Beltrame interessierte sich für die Geschichte Frankreichs und die christlichen Wurzeln der französischen Kultur.
Seit August 2016 war Beltrame standesamtlich mit einer Tierärztin verheiratet. Das Paar war kinderlos. Ab dem Alter von 33 Jahren praktizierte er den katholischen Glauben und empfing 2008 seine Kommunion und Firmung.
Arnaud Beltrame war seit 2008 Freimaurer. Seine Loge Jérôme Bonaparte, die unter der Jurisdiktion der Großloge Grande Loge de France konstituiert ist, hat ihren Sitz in Rueil-Malmaison-Nanterre. Der Großmeister Philipp Charuel bezeichnete in seiner Pressemitteilung Beltrame als Helden.

## Orden und Ehrenzeichen
- Croix de la Valeur militaire – 2007[16]
- Médaille de la Défense nationale mit Spangen «Troupes aéroportées» und «Garde républicaine» – 2009[17]
- Ordre national du Mérite (Chevalier) – 2012[18]
- Deutsches Sportabzeichen[19]

Postum wurden Beltrame folgende Ehrungen verliehen:
- Kommandeur der Ehrenlegion – 2018
- Médaille de la Gendarmerie nationale – 2018[20]
- Médaille d’honneur pour acte de courage et de dévouement – 2018[20]
- Médaille de la sécurité intérieure – 2018[20]